# 2852 Declercq
A 2852 Declercq (ideiglenes jelöléssel 1981 QU2) a Naprendszer kisbolygóövében található aszteroida. Henri Debehogne fedezte fel 1981. augusztus 23-án.